# Le vent se lève (film, 2006)
Pour les articles homonymes, voir Le vent se lève.
Pour plus de détails, voir Fiche technique et Distribution.
Le vent se lève (The Wind That Shakes the Barley, littéralement « le vent qui agite l'orge ») est un film britannique réalisé par Ken Loach et sorti en 2006.
Le film a pour thème la guerre d'indépendance irlandaise (1919-1921) et la guerre civile qui la suivit (1922-1923). Le titre original, The Wind That Shakes the Barley, fait référence à un poème de Robert Dwyer Joyce, un auteur irlandais du XIXe siècle, qui évoque le soulèvement irlandais de 1798.
Le film raconte l'histoire d'un petit groupe d'activistes de l'Armée républicaine irlandaise, en particulier de deux frères, Damien et Teddy O'Donovan, qui sont d'abord unis contre l'occupant britannique et qui se déchirent ensuite. Le récit se déroule à partir de 1920.
Le vent se lève a remporté la Palme d'or du Festival de Cannes 2006. Il est sorti officiellement en France le 23 août 2006.
L'intérêt commercial suscité par le film en Grande-Bretagne a été moins important que dans les autres pays européens, comme pour la plupart des films de Ken Loach[réf. souhaitée], et seulement 30 copies du film devaient être distribuées contre 300 en France. Finalement, en raison de l'obtention de la Palme d'or, le film est sorti sur 105 écrans à travers le Royaume-Uni.
Le parti politique RESPECT, dont Ken Loach est membre, a appelé la population à aller voir le film dès le premier week-end pour persuader l'industrie du film de le programmer plus largement.

## Synopsis
1920, dans le Comté de Cork, en Irlande. Le Dr Damien O'Donovan est sur le point de quitter son village natal pour exercer la médecine dans un hôpital de Londres. Pendant ce temps, son frère Teddy commande la brigade locale de l'IRA, l'Armée républicaine irlandaise. Après un match de hurling, Damien est témoin de l'exécution sommaire de son ami, Micheál Ó Súilleabháin, par des militaires britanniques du régiment des « Black and Tans » (Noirs et Fauves). Bien que fortement ébranlé, Damien repousse les supplications de ses amis de rester en Irlande et de rejoindre l'IRA, car il dit que la guerre est perdue d'avance. Avant qu'il ne quitte la ville, Damien voit des soldats de l'armée britannique essayant vainement, et violemment, d'intimider le « garde » (fonction de surveillant) et le conducteur d'un train parce qu'ils refusent aux troupes de monter à bord. Damien décide alors de rester et de rejoindre la brigade de l'IRA de Teddy.

## Fiche technique
- Titre : Le vent se lève
- Titre original  : The Wind That Shakes the Barley
- Réalisation : Ken Loach
- Scénario : Paul Laverty
- Musique : George Fenton
- Production : Rebecca O'Brien
- Décors : Fergus Clegg
- Costumes : Eimer Ni Mhaoldomhnaigh
- Photographie : Barry Ackroyd
- Montage : Jonathan Morris
- Format : Couleurs - 1.85 : 1 - 35 mm - Dolby Digital
- Dates de sortie :
  - France : 18 mai 2006 (Festival de Cannes) ; 23 août 2006 (en salles)
  - Irlande et Royaume-Uni : 23 juin 2006

## Distribution
- Cillian Murphy (VF : Matthieu Sampeur) : Damien
- Pádraic Delaney (en) (VF : Cédric Chevalme) : Teddy
- Liam Cunningham (VF : Patrick Bonnel) : Dan
- Orla Fitzgerald (VF : Lisa Martino) : Sinead
- Damien Kearney (VF : Alexis Victor) : Finbar
- Myles Horgan (VF : Jonathan Cohen) : Rory
- Martin Lucey (VF : Enrique Carballido) : Congo
- Aidan O'Hare (VF : Emmanuel Vérité) : Steady Boy
- Fiona Lawton (VF : Odile Cohen) : Lily
- Mary O'Riordan : Peggy
- Mary Murphy : Bernadette
- Laurence Barry : Micheail
- Frank Bourke : Leo
- Roger Allam : Sir John Hamilton

## Thèmes
Selon le réalisateur Ken Loach, le film tente d'explorer dans quelle mesure la révolution irlandaise était une révolution sociale, et non pas une révolution nationaliste. 
« Chaque fois qu'une colonie veut l'indépendance, les questions à l'ordre du jour sont les suivantes :
A) Comment obtenez-vous le départ des impérialistes ?
B) Quel type de société voulez-vous construire ?
Il y a habituellement les nationalistes bourgeois qui disent : "Disons simplement : changez de drapeau et laissons tout comme c'était". Puis il y a les révolutionnaires qui disent : "Nous allons changer les lois sur la propriété". C'est toujours un moment critique. »
Selon Rebecca O'Brien, productrice du film et collaboratrice de longue date de Ken Loach :
« Il s'agit de la guerre civile dans un microcosme... Ce n'est pas une histoire comme Michael Collins. Ce n'est pas la recherche de ce genre de précision biographique, mais plutôt s'exprimer sur les thèmes de la période. C'est bien le cœur des troubles qui arriveront plus tard, c'est pourquoi il est si fascinant à faire. »

## Réception
Le film est devenu le film indépendant irlandais le plus vu jamais sorti en Irlande, il a rapporté 377 000 € lors de son week-end d'ouverture et 2,7 millions € en août 2006.
Les commentateurs de gauche en Irlande ont longtemps étudié la guerre d'indépendance irlandaise en tant qu'exemple de la lutte de classe, autant que du nationalisme.
Le film a également relancé le débat sur les interprétations opposées de l'histoire irlandaise.

### Box-office
| Pays                | Box-office      | Nbre de sem. | Date        |
| Box-office mondial  | 42 789 004      | -            | au 07/01/07 |
| Box-office France   | 876 370 entrées | 7 sem.       | au 10/10/06 |
| Box-office Paris    | 214 992 entrées | 7 sem.       | au 10/10/06 |
| Box-office Belgique | 502 233 $       | 5 sem.       | au 15/10/06 |

## Distinctions

### Récompenses
- Palme d'or au Festival de Cannes 2006 (à l'unanimité).
- Meilleure mise en scène - European Film Awards 2006.
- Meilleur film, Prix du public, Meilleur acteur dans un second rôle (Liam Cunningham) : Irish Film and Television Awards 2007.
- Présenté - Festival de Toronto 2006.